# Temelucha diminuta
Temelucha diminuta là một loài tò vò trong họ Ichneumonidae.